# Campoplex molestus
Campoplex molestus là một loài tò vò trong họ Ichneumonidae.